# مایکل رخنر
مایکل رخنر (انگلیسی: Michael Rechner؛ زادهٔ ۲۷ مهٔ ۱۹۸۰) بازیکن فوتبال اهل آلمان است.
از باشگاه‌هایی که در آن بازی کرده‌است می‌توان به باشگاه فوتبال هامبورگ اشاره کرد.
وی همچنین در تیم ملی فوتبال جوانان آلمان بازی کرده‌است.